# Cẩm nang của Ned
Cẩm nang của Ned là một bộ phim sitcom live action Mỹ được chiếu lần đầu tiên trên Nickelodeon từ 7 tháng 9 năm 2003.
Phim đề cập đến cuộc sống thường ngày của ba cô cậu Ned (Devon Werkheiser), Cookie (Dan Curtis Lee) và Moze (Lindsey Shaw) ở trường trung học James K. Polk. Phim ca ngợi tình bạn tuổi học trò, đã đề cập và miêu tả các mối quan hệ trong nhà trường. Qua các đoạn phim ngắn hài hước, bộ phim truyền dẫn đến cho người xem những bài học sâu sắc, nhân văn, đầy tính giáo dục.
Cẩm nang của Ned đã và đang được phát sóng trên hơn 100 kênh truyền hình ở 16 quốc gia, nhận được sự chú ý của khán giả truyền hình của lứa tuổi học sinh.
Tại Việt Nam, phim từng được TVM Corp. mua bản quyền và phát sóng trên kênh HTV3.

## Crew
| - Dan Coffie - Paul Hoen - Chip Hurd - Savage Steve Holland - Saman Ahmed - Jonathan Judge - David Kendall - Joe Menendez - Bethany Rooney - Fred Savage - Gary Stella - Adam Weissman - Marcus Wagner - Jonathan Winfrey - Brandon Browning - Lazar Saric - Frank Berin - Vince Cheung - Joe Fallon - Scott Fellows - Gene Grillo - Eddie Guzelian - Rick Groel - Ron Holsey - Ben Montanio - Mike Preister - Lazar Saric - Cynthia True |

## Danh sách tập phim

### Mùa 1 (2004–05)
.
| TT. tổng thể | TT. trong mùa phim | Tiêu đề                                                               | Đạo diễn         | Biên kịch                 | Ngày phát hành gốc   |
| ------------ | ------------------ | --------------------------------------------------------------------- | ---------------- | ------------------------- | -------------------- |
| 1            | 1                  | First day & Lockers (Ngày đầu tiên & Tủ khóa)                         | David Kendall    | Scott Fellows             | 12 tháng 9 năm 2004  |
| 2            | 2                  | Bathrooms & Project Partners (Phòng tắm & Đối tác dự án)              | Paul Hoen        | Scott Fellows             | 19 tháng 9 năm 2004  |
| 3            | 3                  | Detention & Teachers (Cấm túc và Các giáo viên)                       | Jonathan Winfrey | Lazar Saric               | 26 tháng 9 năm 2004  |
| 4            | 4                  | Seating & Tryouts (Chỗ ngồi & Kiểm tra thành tích                     | Fred Savage      | Scott Fellows             | 3 tháng 10 năm 2004  |
| 5            | 5                  | Crushes & Dances (Rung động đầu đời & Khiêu vũ)                       | Paul Hoen        | Rick Groel Mike Preister  | 10 tháng 10 năm 2004 |
| 6            | 6                  | Sick Days and Spelling Bees (Những ngày bệnh tật & Cuộc thi đánh vần) | Adam Weissman    | Joe Fallon                | 17 tháng 10 năm 2004 |
| 7            | 7                  | Rumors & Photo Day (Tin đồn và Ngày chụp hình)                        | Fred Savage      | Lazar Saric               | 7 tháng 11 năm 2004  |
| 8            | 8                  | Talent Shows & Elections (Cuộc thi tài năng & Bầu cử)                 | Jonathan Winfrey | Lazar Saric Scott Fellows | 28 tháng 11 năm 2004 |
| 9            | 9                  | Computer Labs & Backpacks (Phòng máy tính & Cặp sách)                 | Fred Savage      | Mike Preister Rick Groel  | 2 tháng 1 năm 2005   |
| 10           | 10                 | Notes & Best Friends (Giấy ghi chú & Bạn thân)                        | Paul Hoen        | Lazar Saric Scott Fellows | 9 tháng 1 năm 2005   |
| 11           | 11                 | Daydreaming & Gym (Những ngày mơ mộng & Phòng thể dục)                | Joe Menendez     | Scott Fellows Lazar Saric | 5 tháng 2 năm 2005   |
| 12           | 12                 | Cheaters & Bullies (Những kẻ gian lận & Những tên bắt nạt)            | Chip Hurd        | Mike Preister Rick Groel  | 12 tháng 2 năm 2005  |
| 13           | 13                 | Emergency Drills & The Late Bus (Diễn tập khẩn cấp & Xe bus đến trễ)  | Fred Savage      | Rick Groel Joe Fallon     | 19 tháng 2 năm 2005  |

### Mùa 2 (2005–06)
| TT. tổng thể | TT. trong mùa phim | Tiêu đề                                  | Đạo diễn             | Biên kịch                   | Ngày phát hành gốc   |
| ------------ | ------------------ | ---------------------------------------- | -------------------- | --------------------------- | -------------------- |
| 14           | 1                  | New Semester & Electives                 | Paul Hoen            | Scott Fellows               | 1 tháng 10 năm 2005  |
| 15           | 2                  | Pep Rallies & Lunch                      | Savage Steve Holland | Rick Groel Mike Preister    | 8 tháng 10 năm 2005  |
| 16           | 3                  | School Clubs & Video Projects            | Joe Menendez         | Lazar Saric Scott Fellows   | 15 tháng 10 năm 2005 |
| 17           | 4                  | Notebooks & Math                         | David Kendall        | Lazar Saric Mike Preister   | 22 tháng 10 năm 2005 |
| 18           | 5                  | Vice Principals & Mondays                | Savage Steve Holland | Scott Fellows               | 5 tháng 11 năm 2005  |
| 19           | 6                  | Your Body & Procrastination              | Joe Menendez         | Rick Groel Gene Grillo      | 12 tháng 11 năm 2005 |
| 20           | 7                  | Gross Biology Dissection & Upperclassmen | David Kendall        | Mike Preister Scott Fellows | 19 tháng 11 năm 2005 |
| 21           | 8                  | Dares & Bad Habits                       | Savage Steve Holland | Lazar Saric Rick Groel      | 14 tháng 1 năm 2006  |
| 22           | 9                  | Substitute Teachers & The New Kid        | Joe Menendez         | Scott Fellows Mike Preister | 21 tháng 1 năm 2006  |
| 23           | 10                 | Valentine's Day & School Websites        | Paul Hoen            | Scott Fellows Rick Groel    | 11 tháng 2 năm 2006  |
| 24           | 11                 | Shyness & Nicknames                      | Bethany Rooney       | Gene Grillo Rick Groel      | 25 tháng 2 năm 2006  |
| 25           | 12                 | Asking Someone Out & Recycling           | Joe Menendez         | Scott Fellows Frank Berin   | 4 tháng 3 năm 2006   |
| 26           | 13                 | April Fools Day & Excuses                | Savage Steve Holland | Lazar Saric Scott Fellows   | 25 tháng 3 năm 2006  |
| 27           | 14                 | Secrets & School Car Wash                | David Kendall        | Cynthia True Lazar Saric    | 8 tháng 4 năm 2006   |
| 28           | 15                 | Spirit Week & Clothes                    | Adam Weissman        | Eddie Guzelian Magda Liolis | 15 tháng 4 năm 2006  |
| 29           | 16                 | Yearbook & Career Week                   | Dan Coffie           | Gene Grillo                 | 15 tháng 4 năm 2006  |
| 30           | 17                 | Music Class & Class Clown                | Joe Menendez         | Magda Liolis Scott Fellows  | 6 tháng 5 năm 2006   |
| 31           | 18                 | Failing & Tutors                         | Chip Hurd            | Rick Groel                  | 13 tháng 5 năm 2006  |
| 32           | 19                 | Science Fair & Study Hall                | Joe Menendez         | Scott Fellows Lazar Saric   | 20 tháng 5 năm 2006  |
| 33           | 20                 | Double Dating & The Last Day             | Fred Savage          | Scott Fellows Lazar Saric   | 3 tháng 6 năm 2006   |

### Mùa 3 (2006–07)
| TT. tổng thể | TT. trong mùa phim | Tiêu đề                                                          | Đạo diễn             | Biên kịch                                 | Ngày phát hành gốc   |
| ------------ | ------------------ | ---------------------------------------------------------------- | -------------------- | ----------------------------------------- | -------------------- |
| 34           | 1                  | A New Grade & Dodgeball                                          | Savage Steve Holland | Scott Fellows Eddie Guzelian              | 24 tháng 9 năm 2006  |
| 35           | 2                  | Reading & Principals                                             | Jonathan Judge       | Frank Berin Lazar Saric                   | 1 tháng 10 năm 2006  |
| 36           | 3                  | Popularity & Stressin' Out                                       | David Kendall        | Lazar Saric Scott Fellows                 | 15 tháng 10 năm 2006 |
| 37           | 4                  | Dismissal & The School Play                                      | Joe Menendez         | Scott Fellows Eddie Guzelian              | 22 tháng 10 năm 2006 |
| 38           | 5                  | Halloween & Vampires, Ghosts, Werewolves, and Zombies            | Savage Steve Holland | Scott Fellows Lazar Saric                 | 29 tháng 10 năm 2006 |
| 39           | 6                  | Art Class & Lost and Found                                       | Savage Steve Holland | Frank Berin Vince Cheung and Ben Montanio | 5 tháng 11 năm 2006  |
| 40           | 7                  | Social Studies & Embarrassment                                   | Joe Menendez         | Scott Fellows Frank Berin                 | 12 tháng 11 năm 2006 |
| 41           | 8                  | The Bus & Bad Hair Days                                          | Savage Steve Holland | Rick Groel Cynthia True                   | 26 tháng 11 năm 2006 |
| 42           | 9                  | Revenge & School Records                                         | David Kendall        | Lazar Saric Rick Groel                    | 15 tháng 1 năm 2007  |
| 43           | 10                 | The Library & Volunteering                                       | Savage Steve Holland | Frank Berin Lazar Saric                   | 27 tháng 1 năm 2007  |
| 44           | 11                 | Hallways & Friends Moving                                        | Dan Coffie           | Adam Beechem Scott Fellows                | 3 tháng 2 năm 2007   |
| 45           | 12                 | Boys & Girls                                                     | Chip Hurd            | Frank Berin Rick Groel                    | 10 tháng 2 năm 2007  |
| 46           | 13                 | Cell Phones & Woodshop                                           | David Kendall        | Scott Fellows Rick Groel                  | 17 tháng 2 năm 2007  |
| 47           | 14                 | Getting Organized & Extra Credit                                 | Dan Coffie           | Scott Fellows Eddie Guzelian              | 24 tháng 2 năm 2007  |
| 48           | 15                 | Fundraising & Competition                                        | Fred Savage          | Rick Groel Lazar Saric                    | 10 tháng 3 năm 2007  |
| 49           | 16                 | Making New Friends & Positives and Negatives                     | Savage Steve Holland | Scott Fellows Rick Groel                  | 24 tháng 3 năm 2007  |
| 50           | 17                 | Money & Parties                                                  | Marcus Wagner        | Scott Fellows Eddie Guzelian              | 7 tháng 4 năm 2007   |
| 51           | 18                 | Spring Fever & School Newspaper                                  | David Kendall        | Lazar Saric Ron Holsey                    | 5 tháng 5 năm 2007   |
| 52           | 19                 | Health & Jealousy                                                | Lazar Saric          | Rick Groel Eddie Guzelian                 | 12 tháng 5 năm 2007  |
| 53           | 20                 | Tests & When You Like Someone Who Is Going Out With Someone Else | Gary Stella          | Lazar Saric Scott Fellows                 | 2 tháng 6 năm 2007   |
| 54           | 21                 | Field Trips, Permission Slips, Signs & Weasels                   | Savage Steve Holland | Scott Fellows & Lazar Saric               | 8 tháng 6 năm 2007   |